# جایزه پاول ارلیش و لودویگ دارمشتیتر

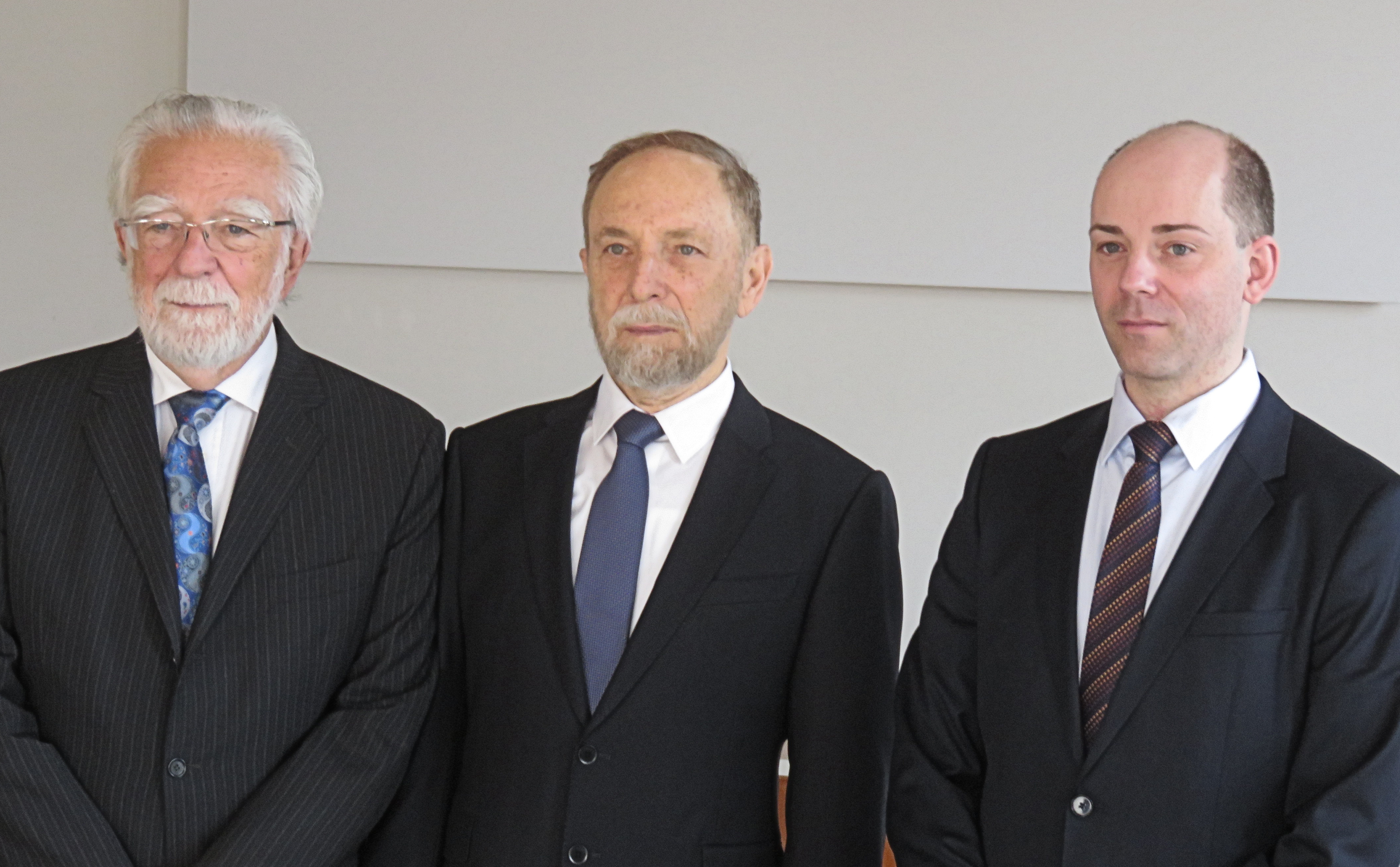
برندگان سال ۲۰۱۸: از چپ: آنتونی چرامی، دیوید والاک و تیم شولتس در کنفرانس خبری در شهر فرانکفورت

جایزه پاول ارلیش و لودویگ دارمشتیتر (آلمانی: Paul-Ehrlich-und-Ludwig-Darmstaedter-Preis) جایزه‌ای است که از سال ۱۹۵۲ میلادی، به‌طور سالیانه توسط بنیاد پاول ارلیش به تحقیقات مهم حوزه‌های مختلف پزشکی شامل ایمنی‌شناسی، پژوهش‌های سرطان، خون‌شناسی، میکروب‌شناسی و شیمی‌درمانی آزمایشی و بالینی تعلق می‌گیرد.
مراسم اهدای این جایزه که مبلغ آن ۱۰۰٬۰۰۰ یورو است، هر سال در تاریخ ۱۴ مارس (زادروز پاول ارلیش) در کلیسای سنت پاول در فرانکفورت برگزار می‌شود.
این جایزهٔ شناخته‌شدهٔ بین‌المللی، یکی از معتبرترین و مهمترین جوایز پزشکی در کشور آلمان است و برخی از برندگان آن، بعدها برندهٔ جایزه نوبل شده‌اند.